# Jacopo Palma il Giovane
Jacopo Negretti, o anche Giacomo, detto Palma il Giovane, per distinguerlo dal prozio Jacopo Palma il Vecchio (Venezia, settembre 1549 – Venezia, 17 ottobre 1628), è stato un pittore italiano cittadino della Repubblica di Venezia, importante esponente della scuola veneta.

## Biografia
Nato da Antonio Palma, pittore, e Giulia Brunello, appartenenti ad una famiglia dalla spiccata indole artistica, fu subito iniziato agli studi pittorici sulle orme dello zio del padre, Palma il Vecchio e del marito della zia della madre, Bonifacio de' Pitati (detto Bonifacio Veronese).
Nel 1564 il duca di Urbino Guidobaldo II della Rovere, in visita a Venezia, apprezzò le doti artistiche di Jacopo che dapprima invitò a corte e in seguito, nel maggio 1567, inviò quattro anni a Roma ospite del suo ambasciatore Traiano Mario. Del periodo romano il Ritratto di Matteo da Lecce che riporta la scritta pitor in Roma del 1568.
Studiò e subì l'influenza di Raffaello e Tintoretto, eseguì varie copie di Tiziano, suo vero maestro, col quale in seguito collaborò portandone anche a termine il celebre dipinto La Pietà.
Si formò nel periodo della scuola veneta e del manierismo romano, che ebbe modo di apprendere durante i quattro anni del suo soggiorno romano.
L'inizio della sua produzione artistica è datata verso il 1565.
Nel 1582 si sposò con Andriana Fondra, che tuttavia portò non poche preoccupazioni al pittore a causa del suo animo instabile, situazione peggiorata dalla prematura scomparsa di due figli della coppia, e che la portò alla morte nel febbraio del 1605.
Ebbe grande fortuna nel bergamasco, terra d'origine del padre, e fu tra i più attivi nel tardo XVI secolo.
Morì "oppresso dal catarro" nel 1628, senza che nessuno tra i suoi eredi (le figlie Crezia e Giulia ed i nipoti Andriana e Giacomo) continuassero le gesta pittoriche dei Palma.

## Allievi
- Domenico Carpinoni (Clusone, 1566–1658)
- Giovanni Andrea Bertanza (Padenghe sul Garda, 1570 – Salò, 1630)

## Opere

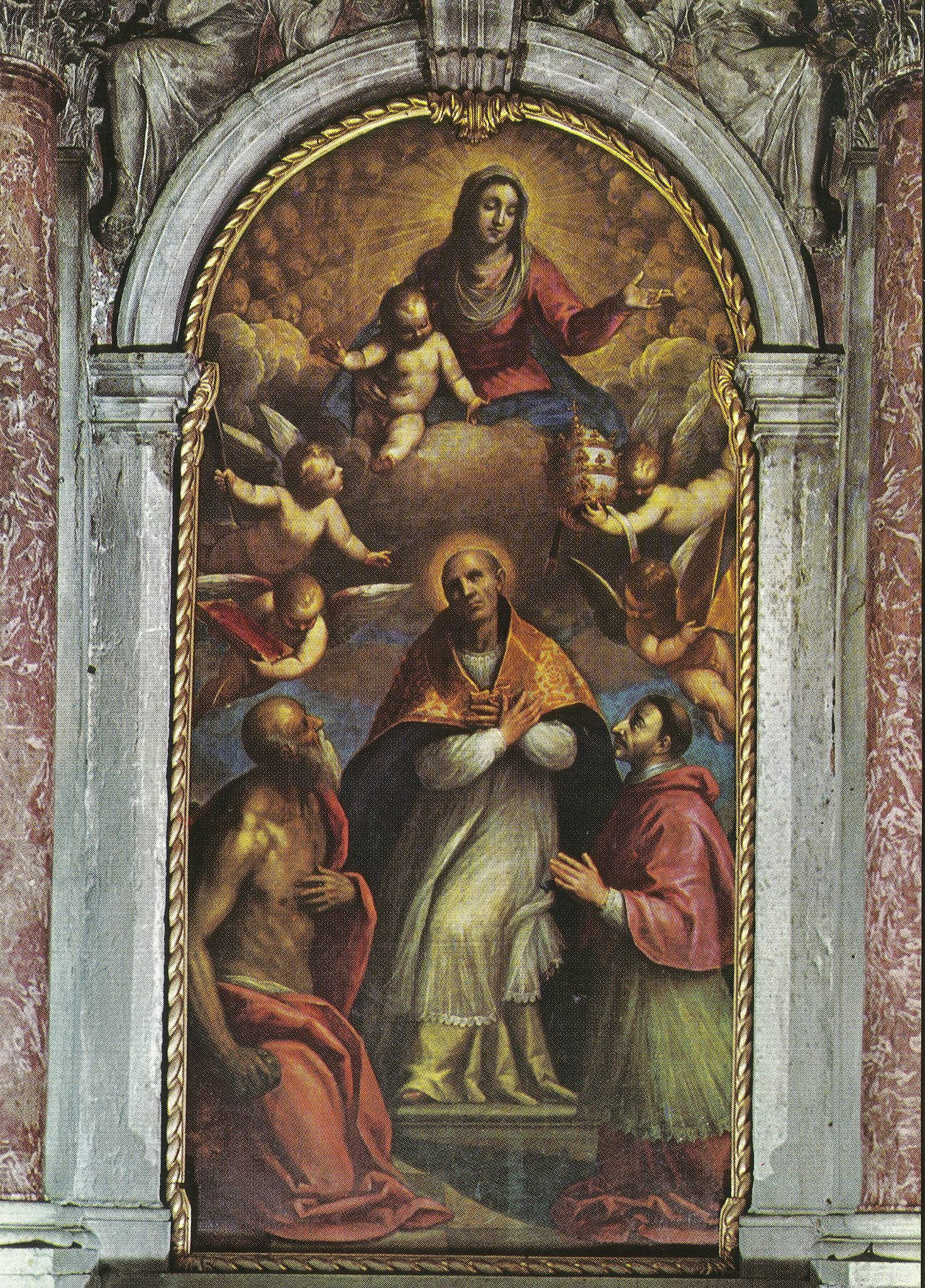
Madonna col Bambino, santo Stefano I papa e Martire, san Girolamo e san Carlo Borromeo, Lesina, cattedrale di Santo Stefano

Le opere documentate del Palma tra dipinti e disegni sono più di 400, ne vengono indicati alcuni:

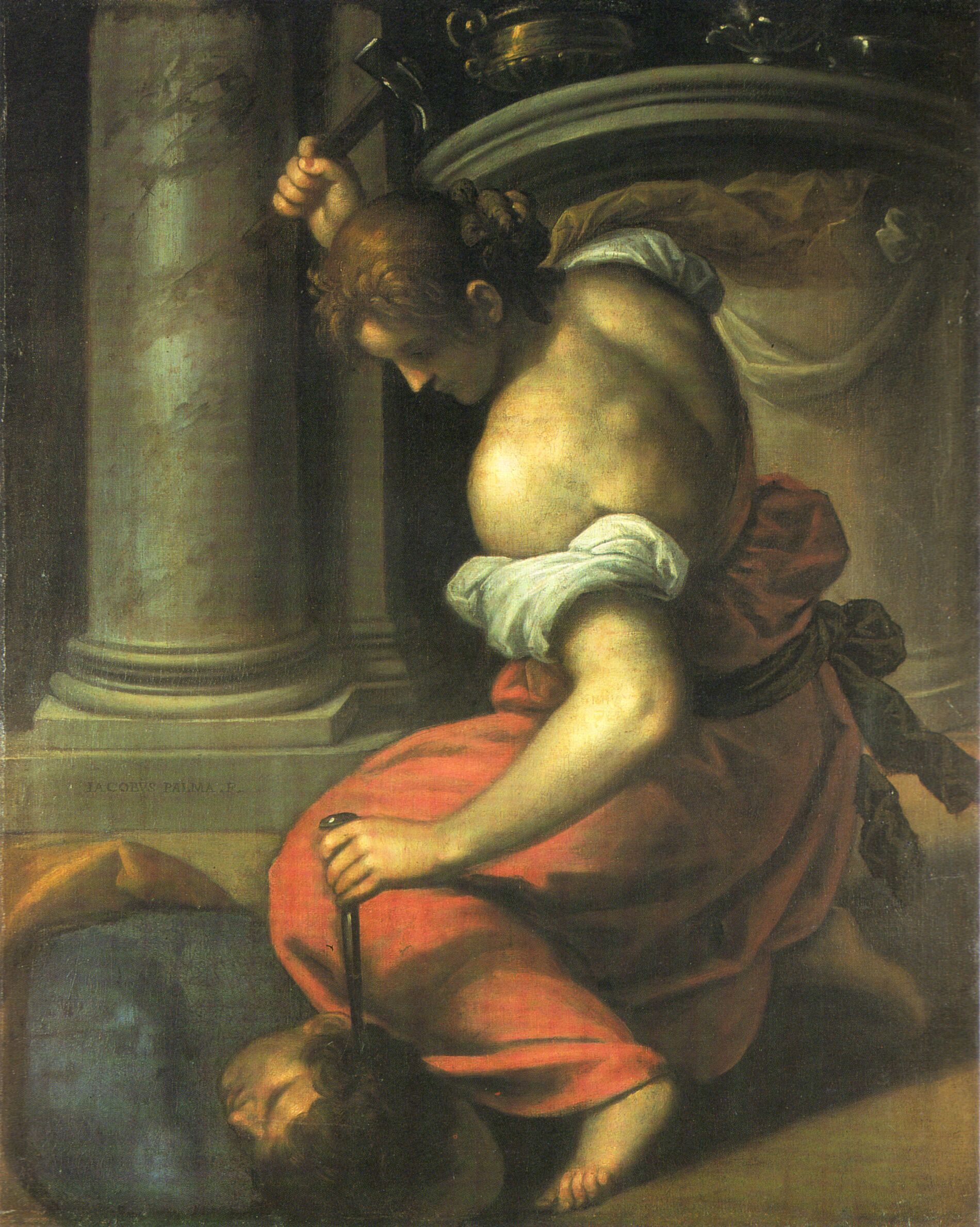
Giaele uccide Sisara, olio su tela, 136x109,5 cm, Cherbourg, Musée Thomas-Henry

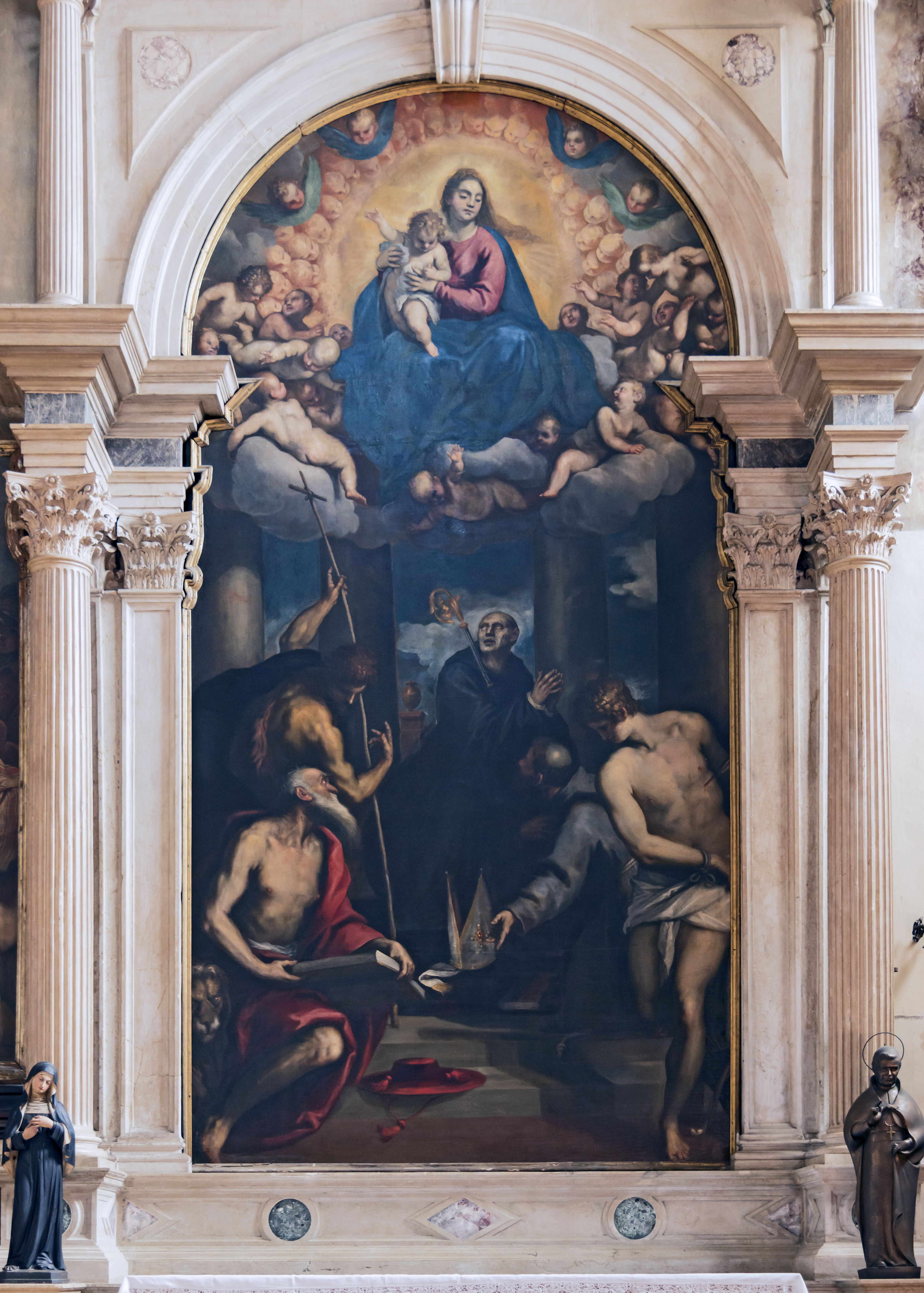
Madonna col Bambino, san Benedetto e altri santi, olio su tela, Venezia, chiesa di San Zaccaria

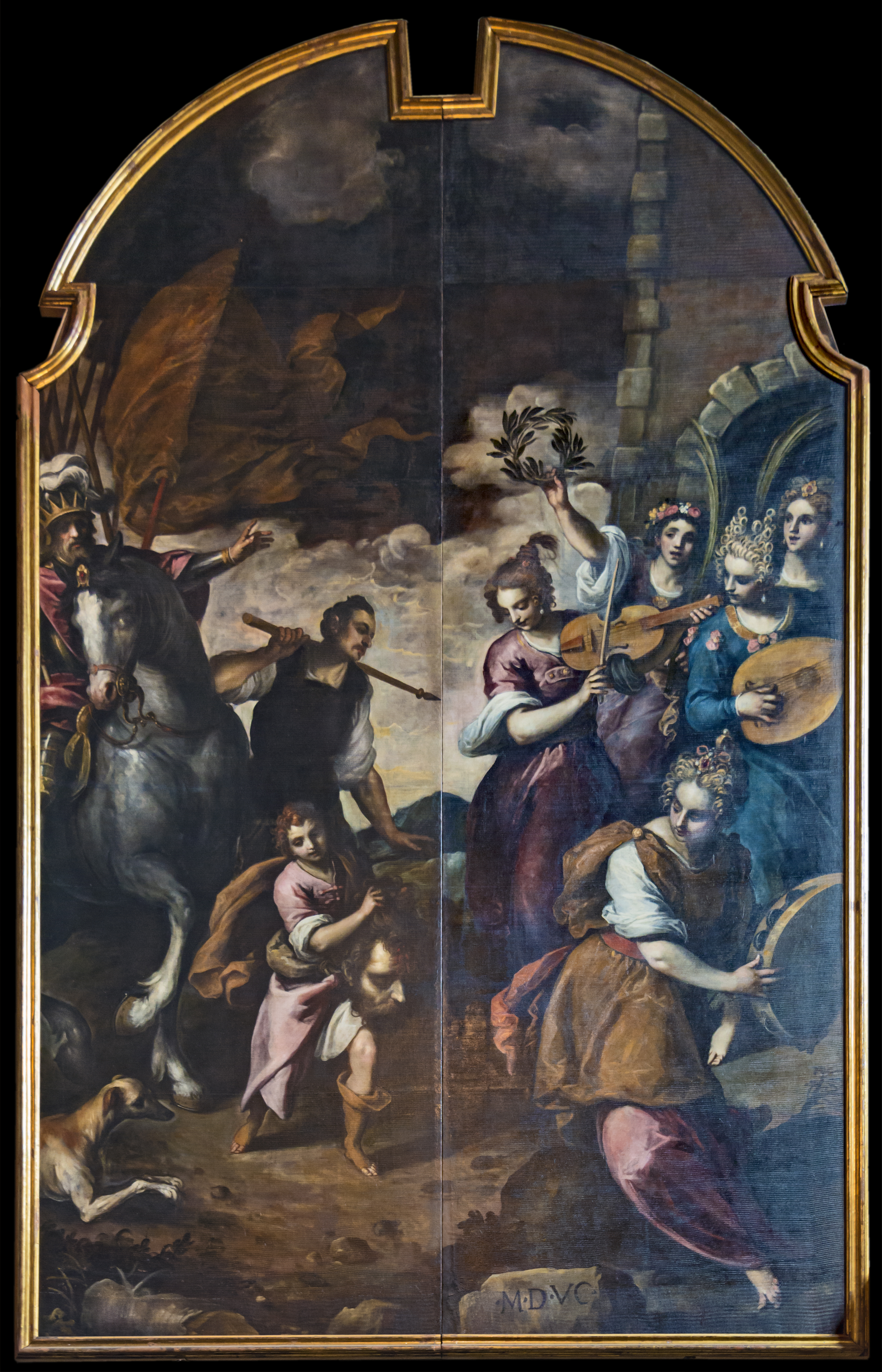
Davide vincitore di Golia festeggiato dalle fanciulle di Gerusalemme (portelle d'organo), olio su tela, Venezia, chiesa di San Zaccaria

- Ciclo di storie della Vergine, tele e affreschi in collaborazione con l'Aliense, Salò (BS), Duomo
- Madonna con i santi Stefano, Lorenzo e Giovanni Battista, olio su tela, Nozza di Vestone (BS), Chiesa parrocchiale
- Madonna del rosario e santi, olio su tela, Vestone (BS), Chiesa parrocchiale
- Madonna con i santi Silvestro, Sebastiano e Carlo Borromeo, olio su tela, Comero di Casto (BS), Chiesa parrocchiale
- Assunzione della Vergine, olio su tela ampliato da Pietro Scalvini nel 1767, Mura di Savallo (BS), Pieve dell'Assunta
- Pasquale Cicogna celebra la Messa nell'oratorio dei Crociferi, 1568-1587, olio su tela, 369×262 cm, Venezia, Ospedaletto dei Crociferi, oratorio
- Pasquale Cicogna riceve nella chiesa dei Crociferi la notizia della sua nomina in Doge, 1568-1587, olio su tela, 369 × 262 cm, Venezia, Ospedaletto dei Crociferi, oratorio
- Erminia e i pastori, olio su tela, 141x100 cm su telaio fisso, collezione privata Pontedilegno
- Pasquale Cicogna vestito da Doge visita la chiesetta dei Crociferi, 1568-1587, olio su tela, 369×262 cm, Venezia, Ospedaletto dei Crociferi, oratorio
- Guerriero a riposo, olio su tela, 138x100 cm su telaio fisso, collezione privata Pontedilegno
- Decorazioni nella Sala del Senato, 1575-1595, olio su tela, Venezia, Palazzo Ducale
- Compianto su Cristo morto, 1580 circa, olio su tela, 156×226 cm, Seattle, Seattle Art Museum
- Annunciazione, 1580 circa, olio su tela, 222x147 cm, Pavia, Pinacoteca Malaspina
- Autoritratto, 1580-1584, olio su tela, 126x96 cm, Milano, Pinacoteca di Brera[5]
- San Lorenzo dona i propri beni ai poveri, 1581-1582, olio su tela, 284×382 cm, Venezia, chiesa di San Giacomo da l'Orio
- Martirio di san Lorenzo, 1581-1582, olio su tela, 283×490 cm, Venezia, chiesa di San Giacomo da l'Orio
- Santi Faustino e Giovita, tela, Brescia, chiesa di Sant'Afra in Sant'Eufemia
- L'arcangelo Michele scaccia gli angeli ribelli, tela, Brescia, Chiesa di Santa Maria del Carmine
- I Martiri Bresciani, tela, Brescia, chiesa di Sant'Angela Merici
- La vergine assunta e i santi Carlo Borromeo, Francesco d'Assisi ed il vescovo Zorzi, pala, Brescia, Duomo nuovo, 1627
- Santa Caterina battezzata dall'Eremita, 1585, olio su tela, Duomo di Conegliano (TV)
- Adorazione dei pastori, 1585 circa, olio su tela, 113×97 cm, Würzburg, Staatsgalerie
- Marte e Venere nel letto, 1585-1590 circa, olio su tela, 130×165,6 cm, Londra, National Gallery[6]
- Ritratto di gentiluomo, 1590 circa, olio su tela, 108×81,3 cm, Chicago, Art Institute
- Testa di vecchio, 1590, olio su cartone telato, 38x28 cm, Milano, Pinacoteca di Brera[7]
- Lavanda dei piedi, 1591-1592, olio su tela, 163×378 cm, Venezia, chiesa di San Giovanni in Bragora
- Il paralitico della piscina, 1592, olio su tela, Castenaso, Collezione Molinari Pradelli
- Il massacro degli abitanti d'Ippona, 1593, olio su tela, 333×237 cm, Montpellier, Musée Fabre
- Annunciazione 1594 ca., olio su tela, Palermo, chiesa di San Giorgio dei Genovesi
- Allontanamento del figliol prodigo, 1595-1600, olio su tela, 83×118 cm, Venezia, Gallerie dell'Accademia.
- Ritorno del figliol prodigo, 1595-1600, olio su tela, 83×118 cm, Venezia, Gallerie dell'Accademia
- San Girolamo, 1596?, olio su tela, Bari, Pinacoteca provinciale di Bari
- Salomè con la testa del Battista, 1599 circa, olio su tela, 92×76 cm, Vienna, Kunsthistorisches Museum
- Ciclo della Passione, 1600, olio su tela, Venezia, Scuola di San Girolamo
- Annunciazione con il Beato Cecco da Pesaro, 1590-1620, olio su tela, 284x179, Pesaro, chiesa di Sant'Agostino[8]
- Cristo morto sorretto da due angeli, 1600 circa, olio su tela, 65×112 cm, Budapest, Museo di belle arti
- Ritratto di Paolo Veronese, 1600-1610, olio su tela, 45×38 cm, Firenze, Galleria degli Uffizi
- Assunzione, 1602, olio su tela, Sansepolcro, Cattedrale
- Caino ed Abele, 1603 circa, olio su tela, 98×123 cm, Vienna, Kunsthistorisches Museum
- Martirio di san Giorgio, 1604, olio su tela, Palermo, chiesa di San Giorgio dei Genovesi
- Battesimo di Cristo, 1604, olio su tela, Palermo, chiesa di San Giorgio dei Genovesi
- Madonna col Bambino, san Benedetto e altri santi 1605, Venezia, chiesa di San Zaccaria
- Venere e Marte, 1605-1609 circa, olio su tela, 80×56 cm, Los Angeles, Getty Museum
- Presentazione di Gesù al Tempio, 1610 circa, olio su tela, 328×168, Tricesimo, Chiesa parrocchiale di Santa Maria della Purificazione
- Venere e Cupido nella fucina di Vulcano, 1610 circa, olio su tela, 115×167 cm, Kassel, Staatliche Museen
- Ritratto di Vincenzo Cappello, ammiraglio veneziano, 1610 circa, olio su tela, 117×91 cm, Parigi, Museo del Louvre
- Assunta, 1610-1620, Crema, Museo civico di Crema e del Cremasco
- Cristo morto compianto da un angelo, 1612 circa, olio su tela, 75×47 cm, Vienna, Kunthistorisches Museum
- Annunciazione con Dio Padre, 1615-1620, olio su tela, 389×177 cm, Boston, Museum of Fine Arts
- La caduta di Lucifero, 1615-1620 circa, olio su tela, 74×127 cm, Roma, Galleria Borghese
- Giudizio Universale, 1600-28 circa, olio su tela, 120x94, Pesaro, Musei civici[9]
- Pala di Sant'Andrea 1617, Storo, chiesa di Sant'Andrea
- L'imperatore Eraclio porta la Croce, 1619, olio su tela, 415x225 cm[10], Urbino, Cattedrale
- Compianto su Cristo morto, 1620 circa, olio su tela, 134×109 cm, Washington, National Gallery of Art
- Pietà con angeli, 1620 circa, olio su tela, 120×111 cm, Vienna, Kunsthistorisches Museum
- Madonna del Rosario in gloria, con i santi Agata, Domenico di Guzmam, Caterina da Siena e Lucia, 1621, olio su tela, Asola (MN), chiesa di Sant'Andrea e Santa Maria Assunta
- Il doge Marcantonio Memmo dinanzi alla Vergine, Venezia, Palazzo Ducale
- Celebrazione degli episodi più importanti della IV Crociata, Venezia, Palazzo Ducale
- Santa Lucia, Venezia,  Chiesa dei Santi Geremia e Lucia
- Nozze di Cana, Venezia, chiesa San Giacomo da l'Orio
- Sant'Andrea, la Madonna col Bambino e santo vescovo, Pergola (PU), chiesa di Sant'Andrea
- Madonna col Bambino e san Francesco, Villa del Conte (PD), Chiesa dei Santi Giuseppe e Giuliana
- Deposizione, Vittorio Veneto (TV), Cattedrale di Ceneda
- San Paterniano che visita gli appestati, Cordignano (TV), chiesa di Santa Maria Assunta e San Cassiano
- Circoncisione di Cristo, olio su tela, Lecce, Chiesa di Sant'Antonio della Piazza
- Santi Giovanni Battista, Girolamo e Antonio Abate, Valdobbiadene, Duomo
- Trasfigurazione[11], fine del sec. XVII, tela/ pittura a olio, Udine, Civici musei e gallerie di storia e arte
- La dedizione di Udine a Venezia[12], 1595 circa, olio su tela 280×455 cm, Udine, Civici Musei
- San Marco Evangelista[13], fine del sec. XVII, tela/ pittura a olio, Udine, Civici Musei
- San Giovanni Evangelista[14], fine del sec. XVII, tela/ pittura a olio, Udine, Civici Musei
- San Luca Evangelista[15], fine del sec. XVII, tela/ pittura a olio, Udine, Civici Musei
- San Matteo Evangelista[16], fine del sec. XVII, tela/ pittura a olio, Udine, Civici Musei
- Apparizione dell'angelo ad Elia[17], fine del sec. XVII, tela/ pittura a olio, Udine, Civici Musei
- Nozze mistiche di Santa Caterina, olio su tela, Zoppola (Pordenone), Pieve di San Martino
- Madonna del Rosario con i santi Domenico, Francesco e Liberale, Venegazzù (TV), chiesa di Sant'Andrea Apostolo
- Incoronazione della Vergine e i santi Pietro e Giovanni Battista, Ciano del Montello (TV)
- Opera/e, chiesa di San Martino in Kinzica, Pisa
- Ciclo di Crociferi, Venezia, Oratorio dei Crociferi
- L'Età del ferro, sala del Labirinto, Mantova, Palazzo Ducale
- Storie di Psiche, sala di Amore e Psiche, Mantova, Palazzo Ducale
- Sacra famiglia e Santa Rosa, Bergamo, Accademia Carrara
- Cristo in Pietà,  Bergamo
- Madonna tra i santi Francesco e Chiara, Olio su tela, cm 74x92 cm, Pavia, Musei Civici[18]
- Sant'Anna e Maria giovinetta, Bergamo, Accademia Carrara
- L'Arcangelo Raffaele e Tobiolo, Bergamo, Accademia Carrara
- Orazione nell'orto, Bergamo, Accademia Carrara
- Maddalena penitente, Bergamo, Accademia Carrara
- Il Redentore ed i santi Rocco e Sebastiano, Bergamo, Chiesa di Sant'Alessandro della Croce
- Adorazione dei pastori, Bergamo, chiesa di Sant'Andrea
- Madonna in gloria ed i santi Francesco d'Assisi, Chiara, Orsola e Alessandro, Bergamo, chiesa Sant'Alessandro in Captura
- Sacra Conversazione,  Lovere (BG), Accademia Tadini
- La Trinità, Chiesa parrocchiale di Nese, fraz. di Alzano Lombardo (BG)
- San Francesco riceve le stigmate, Bianzano (BG), Chiesa parrocchiale
- Battesimo di Cristo, Ranzanico (BG), Chiesa parrocchiale dell'Assunta
- L'Immacolata Concezione, Romano di Lombardia (BG), chiesa di Santa Maria Assunta e San Giacomo Maggiore
- La Pietà, Ponte Selva (fraz. di Parre, Bergamo)
- Presentazione di Gesù al tempio, Viadanica (BG)
- Madonna col Bambino e santi, olio su tela, Lovere, Accademia Tadini
- L'Assunta, firmato 1595, Motta di Livenza (TV), Santuario Madonna dei Miracoli
- Madonna col Bambino e santi Pietro e Nicolò, Motta di Livenza (TV), Santuario Madonna dei Miracoli
- Ciclo della Vita di San Girolamo, San Giorgio delle Pertiche (PD), Chiesa parrocchiale di San Giorgio Martire
- Giaele uccide Sisara, olio su tela, 136×109,5 cm, Cherbourg, Musée Thomas-Henry
- Madonna de finibus terrae, olio su tela, Santa Maria di Leuca, Basilica santuario di Santa Maria de Finibus Terrae
- Allegoria del Vizio e della Virtù, Carpi, Musei di Palazzo Pio
- Martirio di san Lorenzo, Carpi,  chiesa di San Bernardino da Siena
- Sant'Orsola, Pesaro, Santuario della Madonna delle Grazie
- Sant'Ubaldo, Pesaro, Cappella Municipale di Sant'Ubaldo[19]
- Assunzione della Vergine, Sansepolcro (AR), Duomo
- San Carlo Borromeo, Riva del Garda, Chiesa dell’Inviolata
- San Gerolamo, Riva del Garda, Chiesa dell’Inviolata
- Sant'Onofrio, Riva del Garda, Chiesa dell’Inviolata
- Ultima Cena, Fontaniva, Parrocchiale
- Gesù nell'orto degli ulivi, Possagno, Tempio Canoviano
- Madonna col Bambino e i santi Stefano papa, Girolamo e Carlo Borromeo,  Cattedrale di Santo Stefano, Lesina (Croazia) - (completato postumo da Niccolò Renieri Mabuseo)
- Angelo Annunciante e Madonna Annunciata, Museo dei Cappuccini (Milano), Milano
- Crocifisso tra i ss. Antonio da Padova e Francesco d’Assisi, Pinacoteca Ambrosiana, Milano
- San Tommaso, presso la chiesa di San Martino, Senigallia